# Osvaldo Langini
Osvaldo Langini (* 5. März 1922 in Varese; † 18. Juni 2016) war ein italienischer Filmregisseur und Drehbuchautor.

## Leben
Langini schloss ein Studium in Rechtswissenschaften ab und war Schüler des Centro Sperimentale di Cinematografia. Lange Jahre war er in verschiedenen europäischen Staaten als Regieassistent aktiv. In seinem Heimatland inszenierte er zwei Filme nach eigenem Drehbuch selbst; seinem Debüt Il richiamo del ghiacciaio von 1952 folgte vier Jahre später der Kriegsfilm Ciao pais….
Daneben veröffentlichte Langini mehrere Bücher über Flüsse und die Alpen.

## Filmografie
- 1952: Il richiamo del ghiacciaio
- 1956: Ciao pais…

## Veröffentlichungen (Auswahl)
- 1962: Garda, in: L'Universo Bd. 42. Istituto geografico militare.
- 1977: Valsesia - la verde valle del Monte Rosa. IGDA Novara.
- 1982: Rhone: la vie d'un grand fleuve. Editions Troislangues.